# Juan Tomás de Boxadors y Sureda de San Martín
Juan Tomás de Boxadors y Sureda de San Martín, O.P. (født 3. april 1703 i Barcelona i Spanien, død 16. december 1780 i Rom) var en af Den katolske kirkes kardinaler. Han var dominikanernes generalmester.
Han blev kreert til kardinal i november 1775 under pave Pave Pius 6.s fjerde konsistorium.